# Élection présidentielle comorienne de 1996
L’élection présidentielle comorienne de 1996 se tient les 6 et 16 mars 1996, pour élire le président de la République fédérale islamique des Comores. L'élection est un scrutin uninominal majoritaire à deux tours.
Mohamed Taki Abdoulkarim est élu président de la République à l'issue du second tour avec 64,29 % des voix.

## Résultats
|                          |                          | Premier tour le 6 mars 1996 | Second tour le 16 mars 1996 |
| Candidat                 | Candidat                 | % des exprimés              | % des exprimés              |
| Mohamed Taki Abdoulkarim | Mohamed Taki Abdoulkarim | 21,28 %                     | 64,29 %                     |
| Abbas Djoussouf          | Abbas Djoussouf          | 15,51 %                     | 35,71 %                     |
| Omar Tamou               | Omar Tamou               | 13,26 %                     | -                           |
| Mtara Maécha             | Mtara Maécha             | 49,95 %                     | -                           |
| Said Ali Kemal           | Said Ali Kemal           | 49,95 %                     | -                           |
| Mouzaoir Abdallah        | Mouzaoir Abdallah        | 49,95 %                     | -                           |
| Mahamed Adamo            | Mahamed Adamo            | 49,95 %                     | -                           |
| Saïd Hassane Saïd Hachim | Saïd Hassane Saïd Hachim | 49,95 %                     | -                           |
| Autres                   | Autres                   | 49,95 %                     | -                           |
| Sources :                |                          |                             |                             |